# Monthieux
Monthieux – miejscowość i gmina] we Francji, w regionie Owernia-Rodan-Alpy, w departamencie Ain.

## Demografia
Według danych na styczeń 2012 roku gminę zamieszkiwało 671 osób, a gęstość zaludnienia wynosiła 62,4 osób/km².